# Komarlahalli, Pavagada
Komarlahalli là một làng thuộc tehsil Pavagada, huyện Tumkur, bang Karnataka, Ấn Độ.